# 劉漳
劉漳（1491年—1540年），字允濟，號南泉，陝西臨洮府蘭州匠籍，湖廣黃州府黃岡縣人，明朝政治人物。

## 生平
正德八年（1513年）癸酉科陝西鄉試第五十九名舉人，十二年（1517年）中式丁丑科會試第六十七名，三甲第七十七名進士。刑部觀政，授戶部雲南司主事，改兵部主事，嘉靖初任兵部員外郎，大禮議期間參與左順門事件。升兵部武選司郎中，出為河南府知府，改開封府知府。嘉靖十年（1531年）正月升河南右參政，升四川按察使，十五年二月升山東右布政使，轉雲南左布政使，十七年三月升都察院右副都御史、巡撫遼東，十八年閏七月與總兵馬永平定遼東廣寧衛軍士佟伏等作亂，升左副都御史，九月因病去職，十九年八月去世。

## 家族
曾祖劉福；祖父劉景先；父劉雄，母吳氏；繼母王氏；繼母陳氏。具慶下。弟劉涇。